# 和田英松
和田 英松（わだ ひでまつ、慶応元年9月10日（1865年10月29日）- 昭和12年（1937年）8月20日）は、日本の歴史学者（日本史学）・国文学者。文学博士。位階勲等は従三位勲二等。

## 経歴
備後国沼隈郡鞆町（現在の広島県福山市）にて和田五平・イトの二男として出生。1872年、母の生家に託せられ、照蓮寺の三宅某について習字読書を始める。1873年、備後国深津郡新涯小学校に通学し、櫛野瀬平に学ぶ。1874年、医師内海卓爾について習字読書を学ぶ。1878年、玉井正幹について漢籍を学ぶ。1880年、福山師範学校を受験、不合格。以来、宗家の家事を手伝いながら会計を掌り、もっぱら史書を読む。1884年、帝国大学文科大学古典講究科入学。帝国大学在学中、本居豊穎から『古事記』、飯田武郷から『日本書紀』、木村正辞から『万葉集』、小杉榲邨から『古語拾遺』『古史徴開題記』、久米幹文から『大鏡』『栄花物語』など、大和田建樹から『枕草子』『徒然草』などの古典籍を教授され、小中村清矩から『令義解』『制度通』、内藤耻叟から『続日本紀』『類聚三代格』、松岡明義から『禁秘抄』『職原抄』などによって、法制史や有職故実を学んだ。1888年、同卒業。
1890年、『古事類苑』嘱託編修員。1892年、日本中学および錦城中学校において国文教師嘱託。1893年、師範学校・尋常中学校・高等女学校国語科教員の免許状を取得。『平安通志』嘱託編纂員。1895年、東京帝国大学史料編纂助員となる。1898年以降、宮崎道三郎の提唱によって始められた「令集解」の校訂事業に、佐藤球、幣原担、中田薫とともに従事（ただしこの事業は宮崎の公私の故障によって中止となった）。1899年、史料編纂助員依願免職。学習院教授。1900年、東京帝国大学史料編纂員。1902年、國學院講師を嘱託。1907年、史料編纂官に就任。史料編纂掛勤務の間、『大日本史料』第1・第2・第3・第4・第5篇の編纂にあたった。1918年、『皇室御撰解題』（『列聖全集』）により帝国学士院恩賜賞を受賞。1919年、東京高等師範学校講師嘱託。1920年、帝国学士院より帝室制度の歴史的研究を嘱託。1921年、「朝儀ニ関スル典籍ノ研究」により、文学博士の学位を受けた。1924年、臨時御歴代史実考査委員会委員。1929年、二松学舎専門学校教授嘱託。国宝保存会常務委員。1931年、帝国学士院会員。東京帝国大学文学部講師嘱託。史学会評議員。1933年、東京帝国大学史料編纂所退官、同嘱託となり、従三位勲二等に叙された。1937年1月、御講書始に『日本書紀』を進講、同年8月東京にて病歿。享年73。

## 著書

### 単著
- 『官職要解』 明治書院、明治35年（1902年）
  - 『修訂 官職要解』明治書院、1926年。
  - 『新訂 官職要解』、所功校訂、講談社学術文庫、1983年。ISBN 4061586211
- 『建武年中行事註解』 明治書院、明治36年（1903年）。
  - 『建武年中行事註解』明治書院、1930年。NDLJP:1906594。
  - 『建武年中行事註解』、講談社学術文庫、1989年
- 『國史國文之研究』 雄山閣、大正15年（1926年）
- 『藝備の学者』 明治書院、昭和4年（1929年）
- 『皇室御撰之研究』（ : 皇室御撰之研究別冊(図録)付 [本編]） 明治書院、昭和8年（1933年）
- 『皇室御撰之研究』（ : 皇室御撰之研究別冊(図録)付 [図録]） 明治書院、昭和8年（1933年）
  - 『皇室御撰之研究（本編）』（再版）明治書院。
  - 『皇室御撰之研究（別冊）』（再版）明治書院。
  - 『皇室御撰之研究（本編）』（再版）国書逸文研究会、1986年。
  - 『皇室御撰之研究（別冊）』（再版）国書逸文研究会、1986年。
- 『本朝書籍目録考証』明治書院、1936年。
  - 改訂復刻 昭和45年（1970年）。
  - 影印オンデマンド版（2014年）
- 『國史説苑』明治書院、1939年。
  - 『國史説苑』（再版）明治書院、1942年。

### 編著
- 『列聖全集』（監修）、列聖全集編纂会、大正4年（1915年）
- 『四鏡選』 明治書院、昭和9年（1934年）
- 『國書逸文』 森克己校訂、昭和15年（1940年）、国書刊行会で復刻、平成7年（1995年）

### 共著
- 『増鏡詳解』（小中村清矩 校閲、佐藤球 共著、全3冊および付録） 明治書院、明治30-31年（1897-1898年）。
  - 『増鏡詳解』 巻の上、明治書院、1897年。
    - 『増鏡詳解』 巻上（訂正再版）、明治書院、1898年。

  - 『増鏡詳解』 巻の中、明治書院、1898年。
  - 『増鏡詳解』 巻の下、明治書院、1898年。
  - 『増鏡詳解』 附録、明治書院、1898年。
  - 『重修 増鏡詳解 全』明治書院、1925年。
  - 『重修 増鏡詳解 全』（九版）明治書院、1933年。
- 『栄華物語詳解』（佐藤球と共著、全15巻） 明治書院
  - 『栄華物語詳解』 首の上、明治書院、1899年。
  - 『栄華物語詳解』 首の中、明治書院、1899年。
  - 『栄華物語詳解』 首の下、明治書院、1907年。
  - 『栄華物語詳解』 巻1、明治書院、1899年。
  - 『栄華物語詳解』 巻2、明治書院、1899年。
  - 『栄華物語詳解』 巻3、明治書院、1899年。
  - 『栄華物語詳解』 巻4、明治書院、1900年。
  - 『栄華物語詳解』 巻5、明治書院、1900年。
  - 『栄華物語詳解』 巻6、明治書院、1900年。
  - 『栄華物語詳解』 巻7、明治書院、1899年。
  - 『栄華物語詳解』 巻8、明治書院、1902年。
  - 『栄華物語詳解』 巻9、明治書院、1902年。
  - 『栄華物語詳解』 巻10、明治書院、1903年。
  - 『栄華物語詳解』 巻11、明治書院、1903年。
  - 『栄華物語詳解』 巻12、明治書院、1903年。
  - 『栄華物語詳解』 巻13、明治書院、1904年。
  - 『栄華物語詳解』 巻14、明治書院、1904年。
  - 『栄華物語詳解』 巻14（訂正再版）、明治書院、1907年。
- 『増鏡通解』 （石川佐久太郎と共著） 明治書院、昭和13年（1938年）
  - 石川佐久太郎共著『増鏡通解』明治書院、1928年。
  - 石川佐久太郎 共著『増鏡通解』（改修版）明治書院、1953年。

### 校訂
- 『増鏡』〈尾張徳川家本〉、岩波文庫、初版1931年、復刊1997年ほか
  - 『増鏡』岩波文庫 770-771、1931年。
  - 『増鏡』岩波文庫、1958年。
  - 『増鏡』（第13刷）岩波文庫 30-119-1、1997年。ISBN 4-00-301191-0。
- 『水鏡』 岩波文庫、初版1930年、復刊1987年・1996年ほか
- 『大鏡』〈尾張徳川家本〉、岩波文庫、初版1931年、一穂社で復刻版（2005年）

### 論文
- “惟宗氏と律令”. 國學院雑誌 20 (1):  38 - 50.後に『國史説苑』に所収（464 - 474頁）

## 挿話
和田は書物をこよなく愛した蔵書家であった。史書を好み、在郷時には頼山陽の『日本外史』などを読んでいたという。面白いことに、和田は古典講習科に入学するまで『徒然草』を知らなかったという。古典講習科在学中、「和本は軽くて歩きながらの勉強に」都合が良いといって、通学時も本を手放すことはなく、「読みたかった本や、珍しいものが手に入った時には、読みながらいつのまにか家についていた」という。
だがその蔵書は関東大震災に際し、灰燼に帰してしまった。深い嘆きと悲しみにくれる中、和田は『古事類苑』を筆頭に蔵書の復興に取り掛かったという。『古事類苑』は日本の制度・社会・文物など諸分野に関する類書である。和田の学問の根底が国学にあったことを窺わせる。

## 参考図書
- 『和田英松博士の学恩 : 和田英松博士没後満五十年・國書逸文研究会創立十周年記念出版』（国書逸文研究会、1987年）